# Кліппа
Кліппа (кліпа) (от швед. klippe — різати ножицями) — монета на прямокутнійї монетній пластині. Має скандинавське походження й карбувалася ще з ХІ століття.
Іноді цей термін також поширюють на:
- монети надзвичайних обставин (через брак фахівців, інструментів або для економії часу грошовий знак вирізував в формі квадрата, іноді з одностороннім зображенням);

- пам'ятні або нагородні монети квадратної чи прямокутної форми.

## Галерея

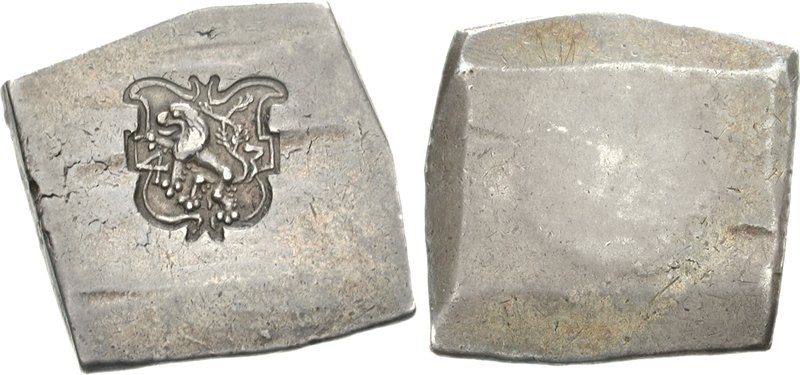
Воєнна кліппа, Юліх (1543)
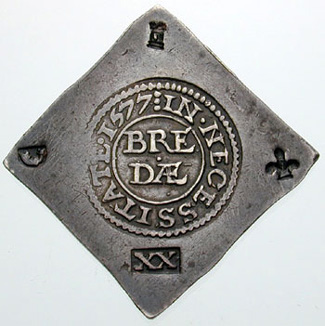
Бреда (1577)
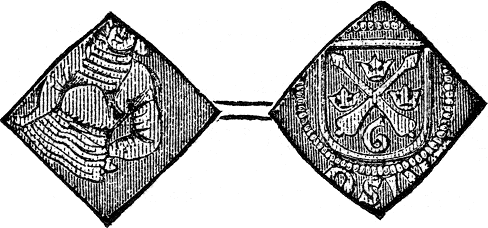
Даларнська кліппа XVI століття
Мідні шведські кліппи (1626)